# Albrecht von Hohenrechberg
Albrecht von Hohenrechberg (né vers 1390, mort le 9 septembre 1445 à Eichstätt) est prince-évêque d'Eichstätt de 1429 à sa mort.

## Biographie
Albrecht II von Hohenrechberg est issu de la famille noble souabe de Hohenrechberg (de), qui atteint le rang de comte. Le siège est le château de Hohenrechberg (de), aujourd'hui à Schwäbisch Gmünd.
Immédiatement au début de son épiscopat, il soutient l'électeur Frédéric de Brandebourg, qui, à la tête de la principauté de Bayreuth et de la principauté d'Ansbach, rejoint l'évêché avec 40 cavaliers contre les hussites. À la Diète d'Empire, à laquelle il assiste à Nuremberg au printemps 1431, une campagne d'été contre les hussites « hérétiques » est décidée et le contingent d'Eichstätt est mis en place. Dans les années suivantes, l'évêque s'implique plus personnellement dans la lutte contre les hussites. Il achète des châteaux comme le château de Dollnstein (de) et développe des structures défensives, telles que le château Saint-Willibald (de), le château de Mörnsheim (de) et le château de Hirschberg.
En 1439, il est chargé par le roi Albert II d'agir comme médiateur dans la faide entre Louis VII de Bavière-Ingolstadt et  la régence autour de son fils Louis VIII. La même année, il obtient la libération de l'évêque de Wurtzbourg Johann von Brunn, prisonnier dans une querelle avec la famille maison de Hirschhorn (de) au château de Reicheneck (de) près de Hersbruck en raison de son endettement.
À partir de 1430, il vend la ville et les propriétés autour de Schweinfurt à l'Ordre teutonique, qui avait d'abord refusé après s'être opposé aux intentions antérieures de l'évêque. Il vend aussi des propriétés dans le Grabfeldgau (de). Il consacre l'abbaye de Gnadenberg (de).
Albrecht est enterré dans le chœur Willibald de la cathédrale d'Eichstätt. En sa mémoire, le prince-évêque Moritz von Hutten, évêque opposé aux protestants, érige un monument funéraire en 1552.